# Soft computing
Het begrip soft computing, geïntroduceerd door Lotfi A. Zadeh, omvat een verzameling complementaire wiskundige technieken waaronder vage logica (fuzzy logic), neuraal netwerk, genetisch algoritme, en probabilistisch redeneren, die samen moeten bijdragen tot de ontwikkeling van kunstmatige intelligentie systemen. 
Soft computing combineert wiskundige technieken die computers helpen om te gaan met onzekerheid, onnauwkeurigheid, vaagheid en onvolledigheid van informatie.
Door de combinatie van complementaire technieken kan men het systeem verschillende vaardigheden meegeven, bijvoorbeeld: lerend vermogen door gebruik van neurale netwerken en structuur geven aan vage eigenschappen en hun verbanden middels vage logica (neuro-fuzzy systemen).